# Premio Edogawa Ranpo
Il  Premio Edogawa Ranpo  ( 江 戸 川 乱 歩 賞 ?,  Edogawa Ranpo Shō), intitolato a Rampo Edogawa, è un premio letterario giapponese che viene assegnato ogni anno dal Mystery Writers of Japan dal 1955.
Sebbene il suo nome sia simile all'Edgar Allan Poe Awards,, che viene assegnato dal Mystery Writers of America, il Premio Edogawa Rampo non è una controparte dell'Edgar Award. Le controparti giapponesi dei Premi Edgar sono i Mystery Writers of Japan Award, che eleggono il migliore giallo e il lavoro critico/biografico pubblicato nell'anno precedente.
Il premio Edogawa Rampo è un premio per romanzi gialli inediti. È sponsorizzato da Kōdansha e Fuji Television. Il romanzo vincitore, che viene selezionato tra più di 300 candidati, viene pubblicato da Kodansha, e l'autore riceve anche un premio di 10.000.000 yen.
I membri del comitato di selezione del 2014 sono stati Natsuo Kirino, Natsuhiko Kyogoku, Ira Ishida, Alice Arisugawa  e Bin Konno, che è l'attuale presidente del Mystery Writers del Giappone.

## Vincitori[2]
I primi due premi Edogawa Rampo non sono il premio per il romanzo poliziesco, ma un premio assegnato a persone che hanno dato un contributo eccezionale al genere.
|    | Anno | Vincitore                       | Opera vincitrice                                                     | Traduzione italiana |
| -- | ---- | ------------------------------- | -------------------------------------------------------------------- | ------------------- |
| 1  | 1955 | Kawataro Nakajima               | Biographical and bibliographical dictionary of detective fiction     |                     |
| 2  | 1956 | Hayakawa Publishing Corporation | Publication of Hayakawa Pocket Mystery Books                         |                     |
| 3  | 1957 | Etsuko Niki                     | (猫は知っていた?, Neko wa Shitteita)                                 |                     |
| 4  | 1958 | Kyo Takigawa                    | (濡れた心?, Nureta Kokoro)                                           |                     |
| 5  | 1959 | Fumiko Shinsho                  | (危険な関係?, Kikenna Kankei)                                        |                     |
| 6  | 1960 |                                 | Non assegnato                                                        |                     |
| 7  | 1961 | CHIN Shunshin                   | (枯草の根?, Karekusa no Ne)                                          |                     |
| 8  | 1962 | Sen Saga                        | (華やかな死体?, Hanayakana Shitai)                                   |                     |
| 8  | 1962 | Masako Togawa                   | (大いなる幻影?, Ōinaru Gen'ei)                                       |                     |
| 9  | 1963 | Shota Fujimura                  | (孤独なアスファルト?, Kodokuna Asufaruto)                            |                     |
| 10 | 1964 | Noboru Saito                    | (蟻の木の下で?, Ari no Ki no Shita de)                               |                     |
| 11 | 1965 | Kyotaro Nishimura               | (天使の傷痕?, Tenshi no Shōkon)                                      |                     |
| 12 | 1966 | Sakae Saito                     | (殺人の棋譜?, Satsujin no Kifu)                                      |                     |
| 13 | 1967 | Eisuke Kaito                    | (伯林 一八八八年?, Berurin 1888nen)                                  |                     |
| 14 | 1968 |                                 | Non assegnato                                                        |                     |
| 15 | 1969 | Seiichi Morimura                | (高層の死角?, Kōsō no Shikaku)                                       |                     |
| 16 | 1970 | Yotaro Otani                    | (殺意の演奏?, Satsui no Ensō)                                        |                     |
| 17 | 1971 |                                 | Non assegnato                                                        |                     |
| 18 | 1972 | Shunzo Waku                     | (仮面法廷?, Kamen Hōtei)                                             |                     |
| 19 | 1973 | Hajime Komine                   | (アルキメデスは手を汚さない?, Arukimedesu wa Te o Yogosanai)         |                     |
| 20 | 1974 | Kyuzo Kobayashi                 | (暗黒告知?, Ankoku Kokuchi)                                          |                     |
| 21 | 1975 | Keisuke Kusaka                  | (蝶たちは今…?, Chō-tachi wa Ima)                                     |                     |
| 22 | 1976 | Ro Tomono                       | (五十万年の死角?, Gojūmannen no Shikaku)                             |                     |
| 23 | 1977 | Sen Fujimoto                    | (時をきざむ潮?, Toki o Kizamu Shio)                                  |                     |
| 23 | 1977 | Tatsuo Kaji                     | (透明な季節?, Tōmeina Kisetsu)                                       |                     |
| 24 | 1978 | Kaoru Kurimoto                  | (ぼくらの時代?, Bokura no Jidai)                                     |                     |
| 25 | 1979 | Yoshio Takayanagi               | (プラハからの道化たち?, Puraha kara no Dōke-tachi)                   |                     |
| 26 | 1980 | Motohiko Izawa                  | (猿丸幻視行?, Sarumaru Genshikō)                                     |                     |
| 27 | 1981 | Akira Nagai                     | (原子炉の蟹?, Genshiro no Kani)                                      |                     |
| 28 | 1982 | Fumihiko Nakatsu                | (黄金流砂?, Ōgon Ryūsa)                                              |                     |
| 28 | 1982 | Futari Okajima                  | (焦茶色のパステル?, Kogecha-iro no Pasuteru)                         |                     |
| 29 | 1983 | Katsuhiko Takahashi             | (写楽殺人事件?, Sharaku Satsujin Jiken)                              |                     |
| 30 | 1984 | Kanako Torii                    | (天女の末裔?, Tennyo no Matsuei)                                     |                     |
| 31 | 1985 | Keigo Higashino                 | (放課後?, Hōkago)                                                    |                     |
| 31 | 1985 | Masahiro Mori                   | (モーツァルトは子守唄を歌わない?, Mōtsaruto wa Komoriuta o Utawanai) |                     |
| 32 | 1986 | Yoko Yamazaki                   | (花園の迷宮?, Hanazono no Meikyū)                                    |                     |
| 33 | 1987 | Toshihiro Ishii                 | (風のターンロード?, Kaze no Tānrōdo)                                 |                     |
| 34 | 1988 | Koichi Sakamoto                 | (白色の残像?, Hakushoku no Zanzō)                                    |                     |
| 35 | 1989 | Shukei Nagasaka                 | (浅草エノケン一座の嵐?, Asakusa Enoken Ichiza no Arashi)             |                     |
| 36 | 1990 | Yoichi Abe                      | (フェニックスの弔鐘?, Fenikkusu no Chōshō)                           |                     |
| 36 | 1990 | Ryo Toba                        | (剣の道殺人事件?, Ken-no-michi Satsujin Jiken)                       |                     |
| 37 | 1991 | Sho Narumi                      | (ナイトダンサー?, Naito Dansā)                                       |                     |
| 37 | 1991 | Yuichi Shimpo                   | (連鎖?, Rensa)                                                       |                     |
| 38 | 1992 | Yaichiro Kawada                 | (白く長い廊下?, Shiroku Nagai Rōka)                                  |                     |
| 39 | 1993 | Natsuo Kirino                   | (顔に降りかかる雨?, Kao ni Furikakaru Ame)                           | Pioggia sul viso    |
| 40 | 1994 | Hiroyuki Nakajima               | (検察捜査?, Kensatsu Sōsa)                                           |                     |
| 41 | 1995 | Iori Fujiwara                   | (テロリストのパラソル?, Terorisuto no Parasoru)                      |                     |
| 42 | 1996 | Yoko Watanabe                   | (左手に告げるなかれ?, Hidarite ni Tsugeru Nakare)                    |                     |
| 43 | 1997 | Hisashi Nozawa                  | (破線のマリス?, Hasen no Marisu)                                     |                     |
| 44 | 1998 | Harutoshi Fukui                 | (Twelve Y. O.?, Tuerubu Wai Ō)                                       |                     |
| 44 | 1998 | Jun Ikeido                      | (果つる底なき?, Hatsuru Soko Naki)                                   |                     |
| 45 | 1999 | Takeshi Shinno                  | (八月のマルクス?, Hachigatsu no Marukusu)                            |                     |
| 46 | 2000 | Urio Shudo                      | (脳男?, Nō Otoko)                                                    |                     |
| 47 | 2001 | Kazuaki Takano                  | (13階段?, Jūsan Kaidan)                                              |                     |
| 48 | 2002 | Akihiro Miura                   | (滅びのモノクローム?, Horobi no Monokurōmu)                          |                     |
| 49 | 2003 | Mihiro Akai                     | (翳りゆく夏?, Kageriyuku Natsu)                                      |                     |
| 49 | 2003 | Kyosuke Shiranui                | (マッチメイク?, Matchi Meiku)                                        |                     |
| 50 | 2004 | Yusuke Kamiyama                 | (カタコンベ?, Katakonbe)                                             |                     |
| 51 | 2005 | Gaku Yakumaru                   | (天使のナイフ?, Tenshi no Naifu)                                     |                     |
| 52 | 2006 | Ran Hayase                      | (三年坂 火の夢?, Sannen-zaka Hi no Yume)                             |                     |
| 52 | 2006 | Ren Kaburagi                    | (東京ダモイ?, Tōkyō Damoi)                                           |                     |
| 53 | 2007 | Keisuke Sone                    | (沈底魚?, Chintei-gyo)                                               |                     |
| 54 | 2008 | Kan Shoda                       | (誘拐児?, Yūkai-ji)                                                  |                     |
| 54 | 2008 | Hiromi Sueura                   | (訣別の森?, Ketsubetsu no Mori)                                      |                     |
| 55 | 2009 | Takefumi Endo                   | (プリズン・トリック?, Purizun Torikku)                               |                     |
| 56 | 2010 | Dai Yokozeki                    | (再会?, Saikai)                                                      |                     |
| 57 | 2011 | Nanao Kawase                    | (よろずのことに気をつけよ?, Yorozu no koto ni ki o tsukeyo)          |                     |
| 57 | 2011 | Mayumi Kumura                   | (完盗オンサイト?, Kantō onsaito)                                     |                     |
| 58 | 2012 | Fumio Takano                    | (カラマーゾフの妹?, Karamāzofu no imōto)                             |                     |
| 59 | 2013 | Yusuke Takeyoshi                | (襲名犯?, Shūmei-han)                                                |                     |
| 60 | 2014 | Atsushi Shimomura               | (闇に香る嘘?, Yami ni Kaoru Uso)                                     |                     |
| 61 | 2015 | Katsuhiro Go                    | (道徳の時間?, Dotoku no Jikan)                                       |                     |
| 58 | 2016 | Kiwamu Satō                     | QJKJQ                                                                |                     |
| 59 | 2017 |                                 | Non assegnato                                                        |                     |
| 60 | 2018 | Eiichi Saitō                    | (到達不能極?, Tōtatsu funōkyoku)                                     |                     |
| 61 | 2019 | Kazumi Shingo                   | (ノワールをまとう女?, Nowāru o matou onna)                           |                     |
| 62 | 2020 | Hiromi Sano                     | (わたしが消える?, Watashi ga kieru)                                  |                     |